# Mistrzostwa NCAA Division I w Zapasach w 1964
Mistrzostwa NCAA Division I w zapasach rozgrywane były w Ithace w dniach 27–28 marca 1964 roku. Zawody odbyły się w Barton Hall, na terenie Uniwersytetu Cornella.
- Outstanding Wrestler – Dean Lahr

## Wyniki

### Drużynowo
| Kolejność | Szkoła                                  | Zespół     |
| --------- | --------------------------------------- | ---------- |
| 1.        | Oklahoma State University               | Cowboys    |
| 2.        | University of Oklahoma                  | Sooners    |
| 3.        | Iowa State University                   | Cyclones   |
| 4.        | Southern Illinois University Carbondale | Salukis    |
| 4.        | University of Colorado Boulder          | Buffaloes  |
| 6.        | University of Michigan                  | Wolverines |

### All American

#### 115 lb
| Lp. | Zawodnik        | Szkoła            |
| --- | --------------- | ----------------- |
| 1.  | Terry Finn      | Southern Illinois |
| 2.  | Roger Sebert    | Iowa State        |
| 3.  | Jerry Tanner    | Oklahoma          |
| 4.  | Larry Lloyd     | Minnesota         |
| 5.  | Chuck Bush      | Cornell           |
| 6.  | Morris Barnhill | Iowa              |

#### 123 lb
| Lp. | Zawodnik        | Szkoła          |
| --- | --------------- | --------------- |
| 1.  | Fred Powell     | Lock Haven      |
| 2.  | Howie Gangestad | Minnesota State |
| 3.  | Bill Fuller     | Iowa            |
| 4.  | Bobbie Janko    | California      |
| 5.  | Denis Dutsch    | Oklahoma State  |

#### 130 lb
| Lp. | Zawodnik      | Szkoła         |
| --- | ------------- | -------------- |
| 1.  | Yōjirō Uetake | Oklahoma State |
| 2.  | Jim Hanson    | Colorado       |
| 3.  | Mark Piven    | Penn State     |
| 4.  | Bill Robb     | Bloomsburg     |
| 5.  | Ted Lansky    | Pennsylvania   |
| 6.  | Bob Campbell  | Indiana        |

#### 137 lb
| Lp. | Zawodnik        | Szkoła         |
| --- | --------------- | -------------- |
| 1.  | Mike Sager      | Oklahoma       |
| 2.  | Gary Wilcox     | Michigan       |
| 3.  | Dan Fix         | Colorado Mines |
| 4.  | Bob Buzzard     | Iowa State     |
| 5.  | Jim Rogers      | Oklahoma State |
| 6.  | Richard Scorese | Bloomsburg     |

#### 147 lb
| Lp. | Zawodnik       | Szkoła            |
| --- | -------------- | ----------------- |
| 1.  | Jerry Stanley  | Oklahoma          |
| 2.  | Mike Reding    | Oklahoma State    |
| 3.  | Doug Koch      | Lehigh            |
| 4.  | Veryl Long     | Iowa State        |
| 5.  | George Edwards | Penn State        |
| 6.  | Jim Crider     | Northern Colorado |

#### 157 lb
| Lp. | Zawodnik       | Szkoła     |
| --- | -------------- | ---------- |
| 1.  | Gordon Hassman | Iowa State |
| 2.  | Dick Slutzky   | Syracuse   |
| 3.  | Bill Lam       | Oklahoma   |
| 4.  | Wayne Miller   | Michigan   |
| 5.  | Bob Kopinsky   | Maryland   |
| 6.  | Geoff Stephens | Cornell    |

#### 167 lb
| Lp. | Zawodnik       | Szkoła            |
| --- | -------------- | ----------------- |
| 1.  | Don Millard    | Southern Illinois |
| 2.  | Bob Zweiacher  | Oklahoma State    |
| 3.  | Len Kauffman   | Oregon State      |
| 4.  | Tim Geiger     | Maryland          |
| 5.  | Tom Peckham    | Iowa State        |
| 6.  | Terry Isaacson | Air Force         |

#### 177 lb
| Lp. | Zawodnik           | Szkoła         |
| --- | ------------------ | -------------- |
| 1.  | Dean Lahr          | Colorado       |
| 2.  | Bill Harlow        | Oklahoma State |
| 3.  | Jerry Swope        | Lock Haven     |
| 4.  | Marshall Dauberman | Maryland       |
| 5.  | Gerry Frnazen      | Navy           |
| 6.  | Bob Hannah         | Yale           |

#### 191 lb
| Lp. | Zawodnik     | Szkoła         |
| --- | ------------ | -------------- |
| 1.  | Harry Houska | Ohio           |
| 2.  | Jack Brisco  | Oklahoma State |
| 3.  | Bob Spaly    | Michigan       |
| 4.  | Sven Holm    | Oklahoma       |
| 5.  | Ron Paar     | Wisconsin      |
| 6.  | John Gladish | Lehigh         |

#### Open
| Lp. | Zawodnik        | Szkoła          |
| --- | --------------- | --------------- |
| 1.  | Joe James       | Oklahoma State  |
| 2.  | Bob Billberg    | Minnesota State |
| 3.  | Merrell Solowin | Toledo          |
| 4.  | Bob Hopp        | Purdue          |
| 5.  | Richard Conaway | Indiana         |
| 6.  | Ed Scharer      | Rutgers         |